# Cratichneumon anisotae
Cratichneumon anisotae är en stekelart som beskrevs av Heinrich 1961. Cratichneumon anisotae ingår i släktet Cratichneumon och familjen brokparasitsteklar. Inga underarter finns listade i Catalogue of Life.